# Wüstenherscheid
Wüstenherscheid ist ein Ortsteil im Stadtteil Bärbroich von Bergisch Gladbach. 

## Geschichte
Wüstenherscheid ist aus einer mittelalterlichen Siedlung hervorgegangen, deren Entstehungsdatum in die Zeit zwischen 1100 und 1300 zurückreicht. Die Kirchenbankordnung von 1630 in Herkenrath wies dem guit im wüsten Heescheid eine Kirchenbank zu. Das Urkataster verzeichnete den Weiler westlich von Oberselbach als Im Wüstenherscheid. 
Das Bestimmungswort wüste leitet sich etymologisch von dem althochdeutschen „wuosti“ (= wüst, öde, einsam) bzw. dem mittelhochdeutschen „wüeste/wuoste“ (=Wüst, verlassen; als Substantiv: öde Gegend, Wildnis) ab und weist auf ein nicht kultiviertes Grundstück bzw. eine zerfallene oder verwahrloste Siedlung hin. Das Grundwort herscheid ist auch in die Siedlungsnamen Dresherscheid und Ottoherscheid eingeflossen. Es lässt sich aus der früheren Form Haenscheid erschließen. Haen stellt eine Nebenform von „Hain/Hohn“ (in Flurnamen = eingehegter Wald) dar, während „scheid“ generell eine Grenze (auch bewaldete Erhöhung) bezeichnet. Demzufolge lässt sich herscheid als Waldgrenze bzw. Grenzwald deuten.
Aus Carl Friedrich von Wiebekings Charte des Herzogthums Berg 1789 geht hervor, dass Wüstenherscheid zu dieser Zeit Teil der Honschaft Herkenrath im gleichnamigen Kirchspiel war. Unter der französischen Verwaltung zwischen 1806 und 1813 wurde das Amt Porz aufgelöst und Wüstenherscheid wurde politisch der Mairie Bensberg im Kanton Bensberg zugeordnet. 1816 wandelten die Preußen die Mairie zur Bürgermeisterei Bensberg im Kreis Mülheim am Rhein.
Der Ort ist auf der Topographischen Aufnahme der Rheinlande von 1824, auf der Preußischen Uraufnahme von 1840 und ab der Preußischen Neuaufnahme von 1892 auf Messtischblättern regelmäßig als Wüstenherscheid verzeichnet.
Aufgrund des Köln-Gesetzes wurde die Stadt Bensberg mit Wirkung zum 1. Januar 1975 mit Bergisch Gladbach zur Stadt Bergisch Gladbach zusammengeschlossen. Dabei wurde auch Wüstenherscheid Teil von Bergisch Gladbach.
| Jahr | Einwohner | Wohn- gebäude | Kategorie         | Bemerkung                |
| ---- | --------- | ------------- | ----------------- | ------------------------ |
| 1822 | 35        |               | Tagelöhner-Häuser | gen. (Wüsten-)Herscheidt |
| 1830 | 47        |               | Tagelöhner-Häuser |                          |
| 1845 | 43        | 7             | Bauergüter        | gen. Wüsten-Herscheid    |
| 1871 | 58        | 10            | Hofstelle         |                          |
| 1885 | 75        | 15            | Wohnplatz         |                          |
| 1895 | 55        | 9             | Wohnplatz         |                          |
| 1905 | 63        | 12            | Wohnplatz         |                          |